# Franz Konrad Macké
Franz Konrad Macké (* 2 juillet 1756 à Krautheim (Jagst) dans l'Électorat de Mayence ; † 17 mars 1844 à Mayence) est un homme politique allemand. Il devint commissaire du Directoire exécutif, président du tribunal criminel, maire de Mayence et membre du Corps législatif.

## Maire de Mayence (février-juillet 1793 et 1800-1814)
Sous le Consulat il fut chargé par Bonaparte d'organiser la mairie de Mayence avec André Jeanbon Saint-André le préfet du département du Mont-Tonnerre. Il est le premier bourgmestre de Mayence, pendant la République de Mayence.
Une note de l'an IX le caractérise ainsi : « homme sage, vertueux et modeste, n'est d'aucune faction, mérite la confiance » .
Jeanbon Saint-André le juge: « doux, timide même, par conséquent faible, mais honnête homme, qui s'est dévoué dès l'origine à la cause des Français, qui a souffert pour elle, qui a rempli la place de maire, sinon avec énergie, du moins avec une parfaite intégrité et un grand dévouement » (note du 5 avril 1812).

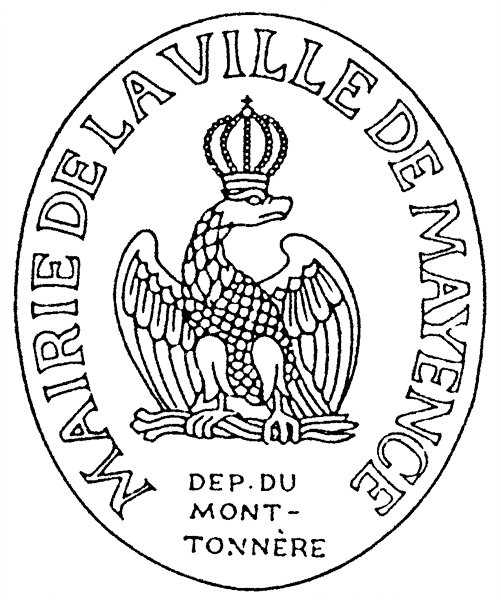
Cachet de Mairie Mayence, 1805-1811

Il est nommé chevalier de Légion d'honneur par Napoléon Bonaparte.

Napoléon donne le titre honorifique de Bonne ville de l'Empire à Mayence (13 juin 1811)

Macké, lui-même, dans une lettre du 28 mars 1812, à Jean-Pierre de Montalivet, retrace ainsi ses services passés : « En 1793, lors du fameux siège de Mayence, j'ai rempli la charge extrêmement pénible de maire ; en 1798, j'ai organisé, en qualité de commissaire du pouvoir exécutif, la nouvelle municipalité et, ensuite, président du tribunal criminel du département, j'en ai fait de même pour la partie judiciaire. Depuis, Sa Majesté a daigné me nommer, deux fois déjà, maire de sa bonne ville de Mayence, me décorer de l'aigle impériale et m'appeler aussi, à deux reprises, à la présidence dans les collèges électoraux de l'arrondissement et du deuxième canton de Mayence » (A. N.).

## Bourgmestre de Mayence (1831-1834)
Après le congrès de Vienne, il se met au service du système judiciaire du grand duché de Hesse, dont dépend Mayence. Il reprend une carrière politique en 1831, mais sans doute du fait de son âge, il pose sa démission en 1833, ce qui prend effet en 1834.
Il est membre des Illuminés de Bavière sous le nom de Johann Reuchlin.
Il meurt le 17 mars 1844.
Il est enterré au cimetière principal de Mayence.
Épitaphe

Franz Conrad Macké

Geboren den 3. Juni 1756,

Gestorben den 17. Maerz 1844.
Maire der Stadt Mainz,

Mitglied des Gesetzgebenden

Körpers in Paris bis zum Jahr 14.
Bürgermeister der Stadt Mainz.

Grossh. Hess. Obergerichtsrath.

Mitglied der Ehrenlegion und

des Grossh. Hess. Ludwigsordens.

Denkmal der Kindesliebe.